# Världscupen i backhoppning 1982/1983
Världscupen i backhoppning 1982/1983 hoppades 18 december 1982-27 mars 1983 och vanns av Matti Nykänen, Finland före Horst Bulau, Kanada och Armin Kogler, Österrike.

## Deltävlingar
| Datum            | Plats                  | Etta           | Tvåa            | Trea              |
| ---------------- | ---------------------- | -------------- | --------------- | ----------------- |
| 18 december 1982 | Cortina d'Ampezzo      | Matti Nykänen  | Olav Hansson    | Per Bergerud      |
| 30 december 1982 | Oberstdorf             | Horst Bulau    | Matti Nykänen   | Armin Kogler      |
| 1 januari 1983   | Garmisch-Partenkirchen | Armin Kogler   | Steinar Bråten  | Jens Weissflog    |
| 4 januari 1983   | Innsbruck              | Matti Nykänen  | Jens Weissflog  | Horst Bulau       |
| 6 januari 1983   | Bischofshofen          | Jens Weissflog | Olav Hansson    | Richard Schallert |
| 8 januari 1983   | Harrachov              | Holger Freitag | Markku Pusenius | Klaus Ostwald     |
| 9 januari 1983   | Harrachov              | Pavel Ploc     | Klaus Ostwald   | Markku Pusenius   |
| 15 januari 1983  | Lake Placid            | Matti Nykänen  | Armin Kogler    | Jeff Hastings     |
| 16 januari 1983  | Lake Placid            | Matti Nykänen  | Armin Kogler    | Steinar Bråten    |
| 22 januari 1983  | Thunder Bay            | Horst Bulau    | Olav Hansson    | Pentti Kokkonen   |
| 23 januari 1983  | Thunder Bay            | Matti Nykänen  | Horst Bulau     | Olav Hansson      |
| 26 januari 1983  | Saint-Moritz           | Horst Bulau    | Per Bergerud    | Pentti Kokkonen   |
| 28 januari 1983  | Gstaad                 | Horst Bulau    | Roger Ruud      | Ernst Vettori     |
| 30 januari 1983  | Engelberg              | Per Bergerud   | Jeff Hastings   | Stefan Stannarius |
| 18 februari 1983 | Vikersund              | Matti Nykänen  | Pavel Ploc      | Hans Wallner      |
| 19 februari 1983 | Vikersund              | Matti Nykänen  | Horst Bulau     | Tuomo Ylipulli    |
| 20 februari 1983 | Vikersund              | Matti Nykänen  | Olav Hansson    | Pavel Ploc        |
| 25 februari 1983 | Falun                  | Horst Bulau    | Matti Nykänen   | Olav Hansson      |
| 27 februari 1983 | Falun                  | Matti Nykänen  | Armin Kogler    | Ole Bremseth      |
| 4 mars 1983      | Lahtis                 | Horst Bulau    | Armin Kogler    | Pentti Kokkonen   |
| 6 mars 1983      | Lahtis                 | Horst Bulau    | Armin Kogler    | Matti Nykänen     |
| 11 mars 1983     | Bærum                  | Armin Kogler   | Olav Hansson    | Horst Bulau       |
| 13 mars 1983     | Oslo                   | Steinar Bråten | Horst Bulau     | Armin Kogler      |
| 26 mars 1983     | Planica                | Matti Nykänen  | Primož Ulaga    | Olav Hansson      |
| 27 mars 1983     | Planica                | Primož Ulaga   | Horst Bulau     | Richard Schallert |

## Slutställning (30 bästa)
| Placering | Namn              | Nationalitet | Poäng |
| --------- | ----------------- | ------------ | ----- |
| 1         | Matti Nykänen     | Finland      | 277   |
| 2         | Horst Bulau       | Kanada       | 260   |
| 3         | Armin Kogler      | Österrike    | 211   |
| 4         | Olav Hansson      | Norge        | 186   |
| 5         | Per Bergerud      | Norge        | 137   |
| 6         | Steinar Bråten    | Norge        | 126   |
| 7         | Pentti Kokkonen   | Finland      | 115   |
| 8         | Ole Bremseth      | Norge        | 99    |
| 9         | Richard Schallert | Österrike    | 98    |
| 10        | Jari Puikkonen    | Finland      | 97    |

| Placering | Namn               | Nationalitet    | Poäng |
| --------- | ------------------ | --------------- | ----- |
| 11        | Jeff Hastings      | USA             | 93    |
| 11        | Pavel Ploc         | Tjeckoslovakien | 93    |
| 13        | Ernst Vettori      | Österrike       | 86    |
| 14        | Hans Wallner       | Österrike       | 85    |
| 15        | Mike Holland       | USA             | 83    |
| 16        | Jens Weissflog     | Östtyskland     | 80    |
| 17        | Klaus Ostwald      | Östtyskland     | 73    |
| 18        | Primož Ulaga       | Jugoslavien     | 70    |
| 19        | Jon Eilert Bøgseth | Norge           | 58    |
| 20        | Roger Ruud         | Norge           | 53    |

| Placering | Namn              | Nationalitet    | Poäng |
| --------- | ----------------- | --------------- | ----- |
| 21        | Markku Pusenius   | Finland         | 52    |
| 22        | Hansjörg Sumi     | Schweiz         | 46    |
| 23        | Ulf Findeisen     | Östtyskland     | 43    |
| 24        | Stefan Stannarius | Östtyskland     | 32    |
| 24        | Ivar Mobekk       | Norge           | 32    |
| 24        | Holger Freitag    | Östtyskland     | 32    |
| 27        | Jiří Parma        | Tjeckoslovakien | 30    |
| 28        | Miran Tepeš       | Jugoslavien     | 29    |
| 29        | Lido Tomasi       | Italien         | 28    |
| 29        | Gérard Colin      | Frankrike       | 28    |

## Nationscupen - slutställning
| Pos. | Nation          | Poäng |
| ---- | --------------- | ----- |
| 1.   | Norge           | 859   |
| 2.   | Finland         | 696   |
| 3.   | Österrike       | 581   |
| 4.   | Kanada          | 387   |
| 5.   | Östtyskland     | 267   |
| 6.   | USA             | 221   |
| 7.   | Tjeckoslovakien | 144   |
| 8.   | Jugoslavien     | 101   |
| 9.   | Västtyskland    | 72    |
| 10.  | Italien         | 50    |
| 11.  | Schweiz         | 46    |
| 12.  | Frankrike       | 28    |
| 13.  | Polen           | 12    |
| 14.  | Sovjetunionen   | 9     |